# 박신양
박신양(1968년 2월 5일 ~ )은 대한민국의 배우, 화가이다.

## 생애
1986년 연극배우 첫 데뷔한 그는 동국대학교 연극영화학과에 입학했으며 동기로는 현 싸이더스의 대표인 정훈탁, 연기자 최준용, 영화감독 양윤호 등이 있다. 동국대 학사 학위 이후에는 러시아로 건너가 슈킨 연극대학교와 셰프킨 연극대학교에서 수학했다. 1992년에 단편 영화 출연을 하며 본격 배우의 길을 걷기 시작한 그는 러시아에서 돌아와 1996년에 영화 《유리》로 영화배우 정식 데뷔했다. 현 소속사는 시너지인터내셔널이며 설립자이자 이사로 재직 중이다. 하지만 원인 모를 까닭으로 인하여 최근 몇년간 연예 분야를 떠났다가 최근 "TvN 배우학교"라는 텔레비전 프로그램으로 복귀하였다. 참고로 박신양은 1968년 2월 5일생 (음력 1월 7일생) 이지만, 호적상에는 1968년 11월 1일생이라고 되어 있다. 이 당시는 영아 사망률이 많았기 때문에 대부분 실제 생년월일 보다 8개월에서 심하면 3년 정도까지 출생 신고를 늦게 하는 경우가 많았다.

## 학력
- 서울송정국민학교 졸업
- 경서중학교 졸업
- 광성고등학교 졸업
- 동국대학교 예술대학 연극학 학사
- 러시아 쉐프킨 연극대학교 유학
- 러시아 슈킨 연극대학교 유학
- 국립경국대학교 대학원 미술학과 서양학전공 석사과정 재학
- 서강대학교 신학대학원 철학 석사과정 재학

## 출연작

### 텔레비전 드라마
| 연도 | 방송사     | 제목                             | 역할                       | 비고   |
| ---- | ---------- | -------------------------------- | -------------------------- | ------ |
| 1996 | MBC        | 《사과꽃 향기》                  | 백성덕                     | 44부작 |
| 1996 | MBC        | 《사랑한다면》                   | 문동휘                     | 42부작 |
| 1998 | SBS        | 《내 마음을 뺏어봐》             | 윤석찬                     | 16부작 |
| 2004 | SBS        | 《파리의 연인》                  | 한기주                     | 20부작 |
| 2007 | SBS        | 《쩐의 전쟁》                    | 금나라                     | 20부작 |
| 2008 | SBS        | 《바람의 화원》                  | 김홍도                     | 20부작 |
| 2011 | SBS        | 《싸인》                         | 윤지훈                     | 20부작 |
| 2012 | KBS 드라마 | 《자체발광 그녀》                | 강민 소속사 사장(특별출연) | 12부작 |
| 2016 | KBS2       | 《동네변호사 조들호》            | 조들호                     | 20부작 |
| 2019 | KBS2       | 《동네변호사 조들호 2: 죄와 벌》 | 조들호                     | 40부작 |

### 영화
- 1992년 영화 《가변차선》 ... 병만 역 (단편영화)
- 1993년 영화 《사랑하고 싶은 여자 & 결혼하고 싶은 여자》 ... 부장 역 (단역)
- 1996년 영화 《유리》 ... 유리 역
- 1997년 영화 《쁘아종》 ... 정일 역
- 1997년 영화 《모텔 선인장》 ... 김석태 역
- 1997년 영화 《편지》 ... 환유 역
- 1998년 영화 《약속》 ... 공상두 역
- 1999년 영화 《화이트 발렌타인》 ... 현준 역
- 2000년 영화 《킬리만자로》 ... 해식 / 해철 역
- 2001년 영화 《인디안 썸머》 ... 서준하 역
- 2001년 영화 《달마야 놀자》 ... 재규 역
- 2003년 영화 《4인용 식탁》 ... 강정원 역
- 2004년 영화 《범죄의 재구성》 ... 최창혁 / 최창호 역
- 2004년 영화 《달마야 서울가자》 ... 재규 역 (특별출연)
- 2007년 영화 《눈부신 날에》 ... 우종대 역
- 2008년 영화 《우리는 액션배우다》
- 2012년 영화 《미쓰 GO》 ... 백봉남 역 (특별출연)
- 2013년 영화 《박수건달》 ... 박광호 역
- 2024년 영화 《사흘》 ... 차승도 역

### 연극
- 1986년 《햄릿》 ... 햄릿 왕자 역(주인공)
- 1987년 《전쟁과 평화》 ... 피에르 역(주연)
- 1988년 《무기와 인간》 ... 메이저 페트코프 역(조연)

### 뮤지컬
- 2000년 《아가씨와 건달들》 ... 스카이 마스터슨 역(남자 주연)

### 텔레비전 프로그램
- 《가족오락관》 (KBS2, 1996년)
- 《체험 삶의 현장》 (KBS1, 1997년)
- 《생방송 좋은밤입니다》 (MBC, 1997년)
- 《이홍렬쇼》 - 지난주 보셨나요?/표정토크 (SBS, 1997년)
- 《아이러브 코미디》 (SBS, 1997년)
- 《특종 연예시티》 (MBC, 1997년)
- 《밤의 이야기쇼》 (KBS2, 1997년)
- 《MBC 특별기획 높고 깊은 사랑》 (MBC, 1997년)
- 《연예가중계》 (KBS2, 1998년, 1999년)
- 《이승연의 세이세이세이》 (SBS, 1998년)
- 《기분 좋은 만남》 (SBS, 1998년)
- 《김혜수 플러스 유》 - 토크쉐이크 (SBS, 1998년)
- 《기분좋은밤》 (SBS, 1998년)
- 《섹션TV 연예통신》 (MBC, 1999년)
- 《이홍렬쇼》 (SBS, 2001년)
- 《야심만만 만명에게 물었습니다》 (SBS, 2004년, 2007년)
- 《일요일이 좋다 - X맨》 (SBS, 2004년)
- 《유재석 김원희의 놀러와》 (MBC, 2007년)
- 《사랑의 리퀘스트》 (KBS1, 2010년)
- 《강심장》(SBS, 2010년, 2011년)
- 《달콤한 고향 나들이, 달고나》 (SBS, 2011년)
- 《이야기쇼 두드림》 (KBS2, 2011년)
- 《스타특강쇼》 (tvN, 2012년)
- 《한가위 특집 시간을 달리는 TV》 (MBC, 2012년)
- 《유희열의 스케치북》 (KBS2, 2012년)
- 《일요일이 좋다 - 런닝맨》 (SBS, 2012년, 2013년)
- 《개그콘서트》 - 생활의 발견 (KBS2, 2012년)
- 《세대공감 토요일》 - 스타플러스 (KBS2, 2013년)
- 《강심장》 - 운수대통 스페셜 2탄 (SBS, 2013년)
- 《배우학교》 (tvN, 2016년)
- 《내 방 안내서》 (SBS, 2017년)
- 《유 퀴즈 온 더 블럭》 (tvN, 2024년)
- 《JTBC 뉴스룸》 (JTBC, 2024년)
- 《4인용식탁》 (채널A, 2024년)
- 《박원숙의 같이 삽시다》 (KBS2, 2024년)

### CF
- 현대 L&C 한화 아르떼 (1997년)
- 삼성화재 (1997년)
- 아모레퍼시픽 미래파 (1998년)
- 삼성카드 (1999년)
- OB맥주 OB라거 (1999년)
- LF 마에스트로 (2000년 ~ 2005년)
- 보령제약 겔포스M (2001년)
- 한국GM L6매그너스 (2004년)
- LG카드 (2004년)
- 신한카드 (2004년)
- 우미건설 (2004년)
- 롯데손해보험 (2008년)

## 도서
- 《연인》 (2005년 12월 13일) - 랜덤하우스 코리아

## 앨범
- 《연인》 (2005년 11월 25일) - 박신양
- 《사랑을 줘요》 (2009년 11월 23일) - 박신양
- 《Road For Hope》 (2010년 10월 28일) - 박신양, 정인

## 수상 및 후보
| 연도 | 시상식                          | 부문                               | 작품                         | 결과 |
| ---- | ------------------------------- | ---------------------------------- | ---------------------------- | ---- |
| 1996 | 제17회 청룡영화상               | 신인남우상                         | 유리                         | 수상 |
| 1997 | 제10회 기독교대상               | 문화인대상                         | 빈칸                         | 수상 |
| 1997 | 제33회 백상예술대상             | 영화부문 남자 신인연기상           | 유리                         | 수상 |
| 1997 | 제35회 대종상                   | 신인남우상                         | 유리                         | 후보 |
| 1997 | 제18회 청룡영화상               | 남우주연상                         | 모텔 선인장                  | 후보 |
| 1998 | 제34회 백상예술대상             | 영화부문 인기상                    | 편지                         | 수상 |
| 1998 | 제34회 백상예술대상             | 영화부문 남자 최우수연기상         | 편지                         | 후보 |
| 1998 | 제18회 한국영화평론가협회상     | 신인남우상                         | 편지                         | 수상 |
| 1998 | 제18회 한국영화평론가협회상     | 인기배우상                         | 편지                         | 수상 |
| 1998 | 제21회 황금촬영상               | 최우수인기남우상                   | 편지                         | 수상 |
| 1998 | 제19회 청룡영화상               | 인기스타상                         | 약속                         | 수상 |
| 1998 | 제19회 청룡영화상               | 남우주연상                         | 약속                         | 수상 |
| 1998 | SBS 연기대상                    | 남자 최우수연기상                  | 내 마음을 뺏어봐             | 후보 |
| 1999 | 제7회 이천춘사대상영화제        | 남우주연상                         | 약속                         | 수상 |
| 1999 | 제35회 백상예술대상             | 영화부문 남자 최우수연기상         | 약속                         | 후보 |
| 1999 | 제36회 대종상                   | 남우주연상                         | 약속                         | 후보 |
| 2004 | 제41회 대종상                   | 남우주연상                         | 범죄의 재구성                | 후보 |
| 2004 | Brandolympicawards              | 탤런트부문                         | 빈칸                         | 수상 |
| 2004 | 제5회 대한민국영상대전          | 탤런트부문 포토제닉상              | 파리의 연인                  | 수상 |
| 2004 | 제25회 청룡영화상               | 남우주연상                         | 범죄의 재구성                | 후보 |
| 2004 | SBS 연기대상                    | 대상 (김정은과 공동수상)           | 파리의 연인                  | 수상 |
| 2004 | SBS 연기대상                    | 남자 최우수연기상                  | 파리의 연인                  | 후보 |
| 2004 | SBS 연기대상                    | 드라마스페셜부문 남자 연기상       | 파리의 연인                  | 후보 |
| 2004 | SBS 연기대상                    | 10대 스타상                        | 파리의 연인                  | 수상 |
| 2005 | 제41회 백상예술대상             | TV부문 남자 최우수연기상           | 파리의 연인                  | 후보 |
| 2007 | 제24회 코리아스완베스트드레세서 | 탤런트부문                         | 쩐의 전쟁                    | 수상 |
| 2007 | SBS 연기대상                    | 대상 (김희애와 공동수상)           | 쩐의 전쟁                    | 수상 |
| 2007 | SBS 연기대상                    | 남자 최우수연기상                  | 쩐의 전쟁                    | 후보 |
| 2007 | SBS 연기대상                    | 네티즌 최고인기상                  | 쩐의 전쟁                    | 수상 |
| 2007 | SBS 연기대상                    | 10대 스타상                        | 쩐의 전쟁                    | 수상 |
| 2008 | 제44회 백상예술대상             | TV부문 남자 최우수연기상           | 쩐의 전쟁                    | 수상 |
| 2008 | 제35회 한국방송대상             | 남자 탤런트상                      | 쩐의 전쟁                    | 후보 |
| 2008 | SBS 연기대상                    | 남자 최우수연기상                  | 바람의 화원                  | 후보 |
| 2011 | SBS 연기대상                    | 대상                               | 싸인                         | 후보 |
| 2011 | SBS 연기대상                    | 드라마스페셜부문 남자 최우수연기상 | 싸인                         | 후보 |
| 2014 | 대한법의학회 도상               | 법의문화상                         | 싸인                         | 수상 |
| 2016 | 제9회 코리아 드라마 어워즈      | 연기대상                           | 동네변호사 조들호            | 후보 |
| 2016 | KBS 연기대상                    | 대상                               | 동네변호사 조들호            | 후보 |
| 2016 | KBS 연기대상                    | 남자 최우수연기상                  | 동네변호사 조들호            | 수상 |
| 2016 | KBS 연기대상                    | 중편드라마부문 남자 우수연기상     | 동네변호사 조들호            | 후보 |
| 2016 | KBS 연기대상                    | 남자 네티즌상                      | 동네변호사 조들호            | 후보 |
| 2019 | 제12회 코리아 드라마 어워즈     | 남자 최우수연기상                  | 동네변호사 조들호 2: 죄와 벌 | 후보 |
| 2019 | KBS 연기대상                    | 대상                               | 동네변호사 조들호 2: 죄와 벌 | 후보 |
| 2019 | KBS 연기대상                    | 남자 최우수연기상                  | 동네변호사 조들호 2: 죄와 벌 | 후보 |
| 2019 | KBS 연기대상                    | 중편드라마부문 남자 우수연기상     | 동네변호사 조들호 2: 죄와 벌 | 후보 |
| 2019 | KBS 연기대상                    | 남자 네티즌상                      | 동네변호사 조들호 2: 죄와 벌 | 후보 |